# Smil vi er på
Smil vi er på (originaltitel Postcards from the edge) er en amerikansk komediedrama-film fra 1990 instrueret af Mike Nichols. Manuskriptet er skrevet af Carrie Fisher og er baseret på hendes semi-selvbiografiske roman fra 1987 med samme titel. Hovedrollen spilles af Meryl Streep.

## Medvirkende
- Meryl Streep – Suzanne Vale
- Shirley MacLaine – Doris Mann
- Dennis Quaid – Jack Faulkner
- Gene Hackman – Lowell Kolchek
- Richard Dreyfuss – Dr. Frankenthal
- Rob Reiner – Joe Pierce
- Mary Wickes – Grandma
- Conrad Bain – Grandpa
- Annette Bening – Evelyn Ames
- Simon Callow – Simon Asquith
- Gary Morton – Marty Wiener
- CCH Pounder – Julie Marsden
- Barbara Garrick – Carol
- Anthony Heald – George Lazan
- Dana Ivey – Wardrobe Mistress
- Oliver Platt – Neil Bleene

## Eksterne Henvisninger
- Smil vi er på på Internet Movie Database (engelsk)
- Smil vi er på på Filmdatabasen
- Smil vi er på på Scope
- Smil vi er på i Svensk Filmdatabas (svensk)
- Smil vi er på på AlloCiné (fransk)
- Smil vi er på på MovieMeter (nederlandsk)
- Smil vi er på på AllMovie (engelsk)
- Smil vi er på hos American Film Institute (engelsk)
- Smil vi er på på Turner Classic Movies (engelsk)
- Smil vi er på på The Movie Database (engelsk)

1. ↑  Navnet er anført på engelsk og stammer fra Wikidata hvor navnet endnu ikke findes på dansk.